# Перчук Ігор Якович
Ігор Якович Перчук (нар. 15 липня 1956, м. Рівне) — український та ізраїльський композитор та продюсер. Ім'я Перчука до сих пір асоціюють з розвитком рівненського джазу в 70-х роках минулого століття, а також розвитком української естради у 80-90-х.

## Біографія
У 1976 році Володимир Шварцапель запросив Ігора Перчука у свій колектив. Він тоді навчався в інституті, працював у Палаці піонерів акомпаніатором, вів маленький ансамбль «Меридіан».
1983 року Ігор Перчук приходить у волинський ВІА «Світязь» на зміну Олександрові Сєрову, який перебрався до Москви. У групі тоді було 14 чоловік. Першою Ігор Перчук аранжував для «Світязя» «Місячну дорогу» Павла Дворського і Миколи Бакая, яка стала візитною карткою волинян. Коли Міша Мусієнко починав її співати, на кожному концерті глядацька зала вибухала шквалом оплесків.
Того ж 1983 року познайомився у Києві з поетом Юрієм Рибчинським. У тісній співпраці були написані «Очі сині» та «Музика звучить» для  Василя Зінкевича.
Зараз Перчук живе у Ізраїлі, продюсує свою дочку Олену. Також він є бізнесменом.